# ¡Así se quiere en Jalisco!
¡Así se quiere en Jalisco! es una película mexicana de 1942 dirigida por Fernando de Fuentes. Filmada en el formato Cinecolor, fue el primer largometraje mexicano a colores naturales; sin embargo, actualmente sobrevive una copia en blanco y negro.
Está protagonizada por Jorge Negrete, María Elena Marqués y Carlos López Moctezuma.

## Trama
Debido a una deuda, Lupe se ve obligada a trabajar como ama de llaves para Luis, dueño del rancho Santa Rosa y que está locamente enamorado de ella. Sin embargo, los sentimientos de Luis no son correspondidos porque Lupe está enamorada de Juan Ramón. El rico dueño hará todo lo posible para mantener separados a los amantes y convertir a Lupe en su esposa.

## Reparto
- Jorge Negrete como Juan Ramón Mireles.
- María Elena Marqués como Lupe Rosales.
- Carlos López Moctezuma como Luis Alcántara.
- Florencio Castelló como Curro de la Torre.
- Dolores Camarillo como Chía.
- Eduardo Arozamena como El Tata.
- Antonio R. Frausto como Pancho.
- Lupe Inclán como Doña Pepa.
- Conchita Gentil Arcos como Doña Tula.
- Manuel Roche como Marciano González.
- Paco Astol como Rufino.
- Paz Villegas como Doña Pita.

Sin acreditar[cita requerida]
- José Arratia como Don Sixto Suárez.
- Josefina Burgos como Chole del Real.
- Carmen Cabrera como Invitada a fiesta.
- Alfonso Carti como Policía.
- Roberto Cañedo como Joven en fiesta.
- Lupe del Castillo como Doña Macaria.
- Isabel Herrera como Invitada a fiesta.
- Amanda del Llano como Rufina Villa.
- Leonor de Martorel coo Doña Juanita.
- Salvador Quiroz como Licenciado.
- José Ignacio Rocha como Don Leandro.
- Humberto Rodríguez como Secretario.
- David Valle González como Caporal.
- Hernán Vera como Comisario.
- Queta Lavat como Niña.